# Elon
Segons la Bíblia, Elon va ser un dels jutges d'Israel en els temps entre la conquesta de Canaan per part dels israelites i l'època dels reis.
Apareix solament en dos versets del Llibre dels Jutges 12:11-12, on se cita que pertanyia a la tribu de Zabuló, que va governar durant deu anys i que fou enterrat a Aialon.